# Akademie für Darstellende Kunst Baden-Württemberg

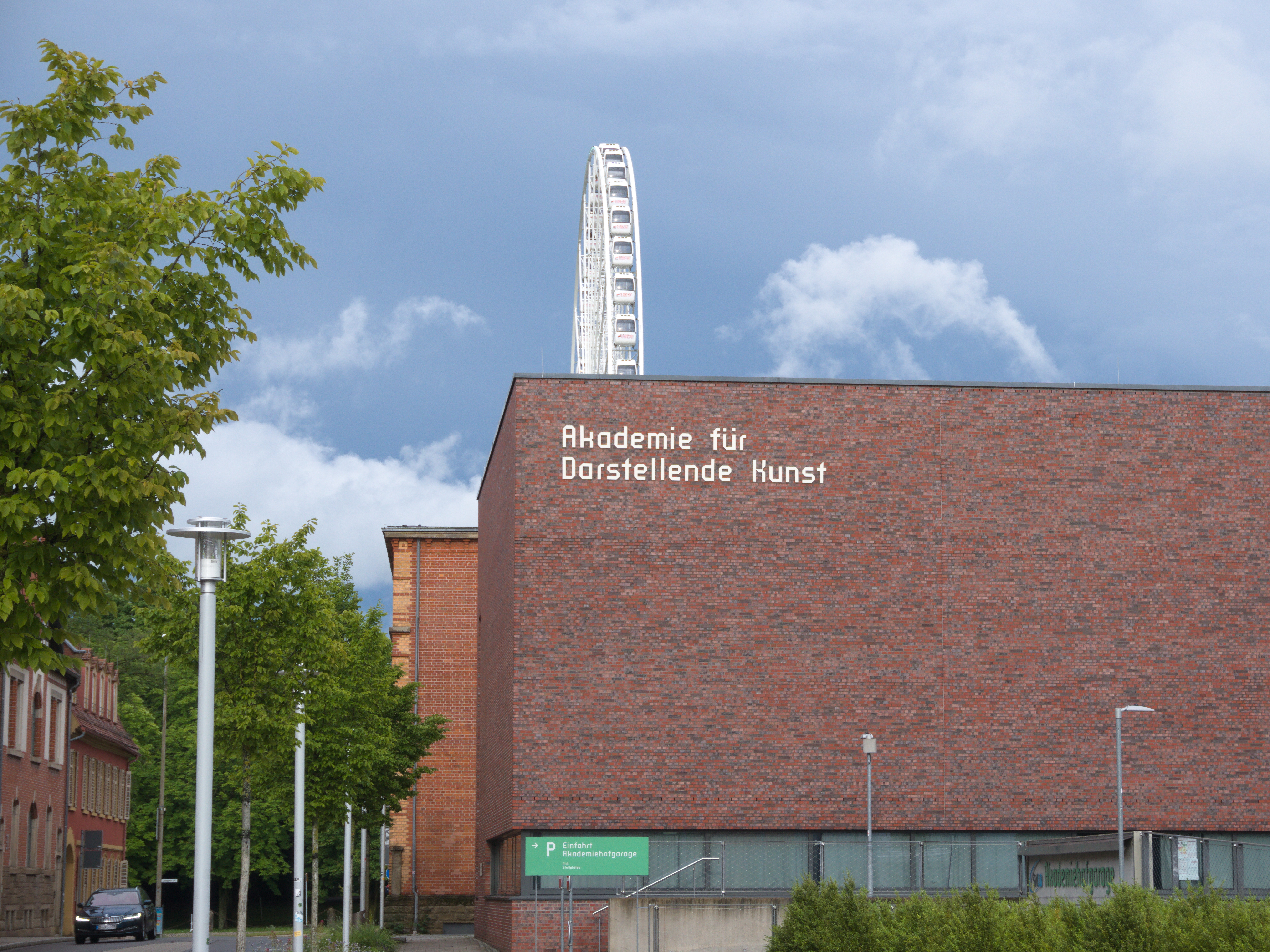
Hauptgebäude

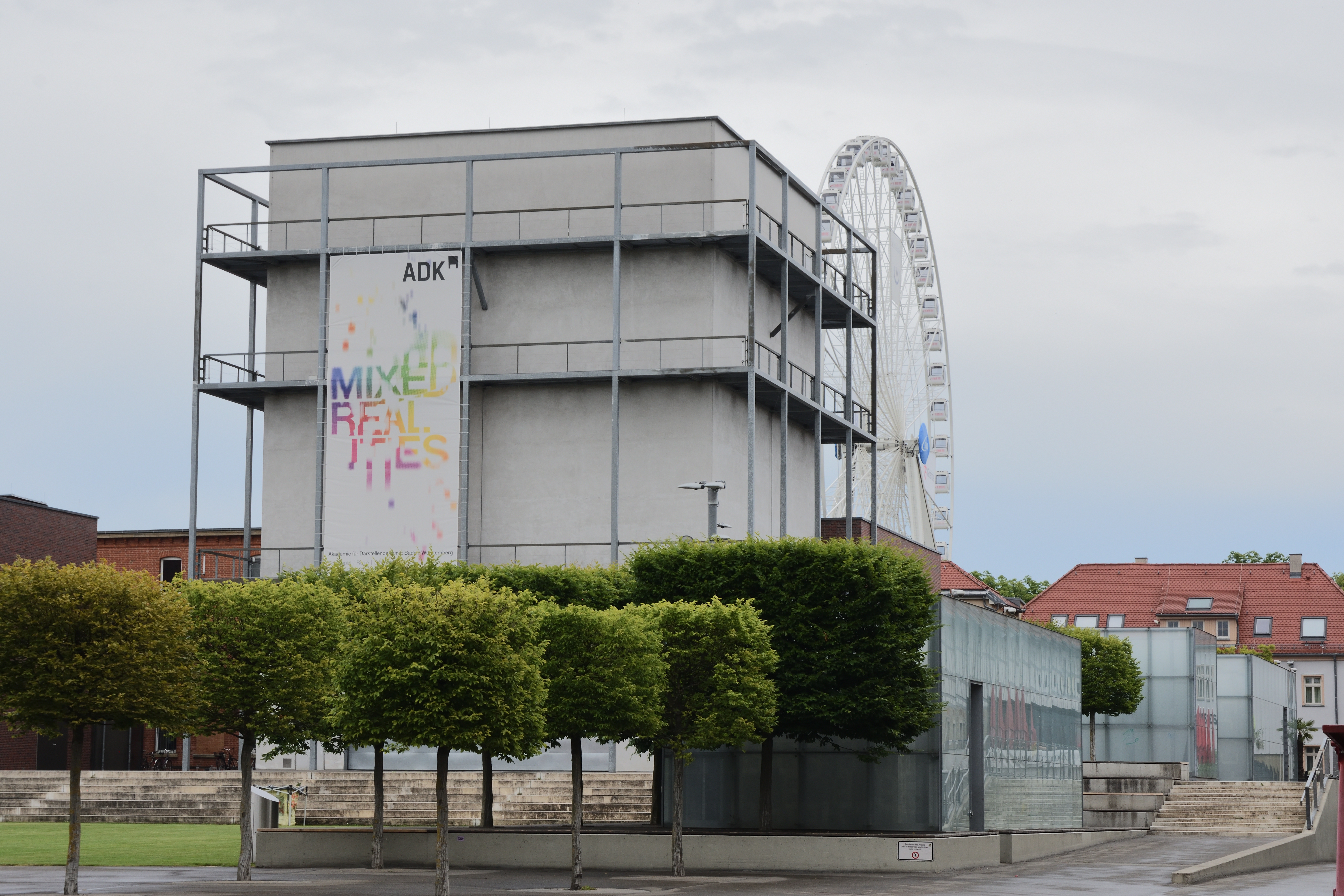
Campus

Die Akademie für Darstellende Kunst Baden-Württemberg (auch Theaterakademie oder kurz: ADK-BW) wurde 2007 gegründet. Sie befindet sich auf dem gemeinsamen Campus mit der Filmakademie Baden-Württemberg in Ludwigsburg. Sie bietet Bachelor- und Masterstudiengänge im Bereich Schauspiel, Regie und Dramaturgie, die Theater und Film eng miteinander verknüpfen.

## Leitung
Ludger Engels leitet seit April 2022 die Akademie für Darstellende Kunst Baden-Württemberg. Studiengangsleiter sind derzeit Anna Haas/Carolin Hochleichter für Dramaturgie, Benedikt Haubrich für Schauspiel und Tomáš Zielinski für Regie. In Zusammenarbeit mit der Staatlichen Akademie der Bildenden Künste Stuttgart gibt es den Studiengang Bühnen- und Kostümbild unter der Leitung von Martin Zehetgruber und Bettina J. Walter.

## Geschichte
Im Juli 2007 wurde die Errichtung der Theaterakademie von allen Fraktionen des Landtags einstimmig beschlossen und am 8. Oktober 2007 offiziell gegründet. Träger der Akademie sind das Land Baden-Württemberg, die Filmakademie Baden-Württemberg, die Staatliche Akademie der Bildenden Künste Stuttgart und die Stadt Ludwigsburg. 2008 wurde zum Wintersemester der Studienbetrieb aufgenommen.
In Zusammenarbeit mit der Filmakademie Baden-Württemberg wurden die neuen Studiengänge für Theater-Regie, Schauspiel und Dramaturgie entwickelt. Darüber hinaus wurde durch die Stadt Ludwigsburg eine Experimentierbühne erbaut, die der Akademie für Darstellende Kunst überlassen wird.

## Studium
Pro Studienjahr nimmt die Akademie etwa zwanzig Studierende auf.
Studiengänge
- Schauspiel mit Doppelqualifikation Theater und Film, Bachelor, 8 Semester
- Theater-Regie, Bachelor, 8 Semester
- Dramaturgie, Master, 4 Semester
- Bühnen-/Kostümbild, Diplom, 5 Jahre – in Zusammenarbeit mit der Staatlichen Akademie der Bildenden Künste Stuttgart

Darüber hinaus findet der Filmschauspiel-Workshop der Filmakademie Baden-Württemberg in Kooperation mit der Akademie für Darstellende Kunst statt. Der Kurs richtet sich an junge Talente, die ihre klassisch abgeschlossene Schauspielausbildung um das Fach Filmschauspiel erweitern möchten. Wer eine überdurchschnittliche künstlerische Begabung vorweist, kann durch das erfolgreiche Bestehen einer Begabtenprüfung auch ohne die allgemeine, fachgebundene oder Fachhochschulreife in geeigneten künstlerischen Studiengängen studieren (Ausnahme wissenschaftliche Studiengänge). Die Zulassungsvoraussetzungen für die Begabtenprüfung regeln die Hochschulen durch Satzung. Für die Filmakademie und Popakademie sowie für die Akademie für Darstellende Kunst bestehen vergleichbare Regelungen.